# Leioproctus huakiwi
Leioproctus huakiwi är en biart som beskrevs av Donovan 2007. Leioproctus huakiwi ingår i släktet Leioproctus och familjen korttungebin. Inga underarter finns listade i Catalogue of Life.